# Symplocos oligandra
Symplocos oligandra är en tvåhjärtbladig växtart som beskrevs av Richard Henry Beddome. Symplocos oligandra ingår i släktet Symplocos och familjen Symplocaceae. Inga underarter finns listade i Catalogue of Life.